# Маріо Гавранович
Маріо Гавранович (нім. Mario Gavranović, нар. 24 листопада 1989, Лугано) — швейцарський футболіст хорватського походження, нападник клубу «Кайсеріспор» та національної збірної Швейцарії.

## Клубна кар'єра
Народився 24 листопада 1989 року в місті Лугано в родині хорватських боснійців, його сім'я переїхала з Градачаца до Лугано за рік до народження Маріо. Вихованець юнацьких команд футбольних клубів «Веція» та «Лугано».
У дорослому футболі дебютував 2006 року виступами за команду клубу «Лугано», в якій провів два сезони, взявши участь у 23 матчах чемпіонату. У складі «Лугано» був одним з головних бомбардирів команди, маючи середню результативність на рівні 0,35 голу за гру першості.
Влітку 2008 року Маріо відправився в інший швейцарський клуб «Івердон Спорт». За клуб протягом наступного сезону швейцарець зіграв 20 матчів і забив 6 голів. 6 липня 2009 року «Ксамакс» орендував молодого нападника. За «Ксамакс» Гаврановіч відзначився 8 голами у 18 іграх.
1 лютого 2010 року Маріо Гаврановіч перейшов у німецький «Шальке 04». В 1/8 фіналу Ліги чемпіонів 2011/12 Гавранович забив вирішальний гол у ворота іспанської «Валенсії». Втім основним гравцем у складі гельзенкірхенців не став і 31 серпня 2011 року був відданий в оренду в інший клуб Бундесліги «Майнц 05» строком на 1 рік з можливим подальшим правом викупу за 1,5 млн євро. Втім і у цій команді виходив на поле вкрай рідко і в підсумку так і не забив жодного голу.
24 травня 2012 року «Шальке» розірвав контракт з Гаврановичем за обопільною згодою, а швейцарець перейшов в «Цюрих». 15 липня 2012 року Маріо дебютував за новий клуб у матчі проти «Люцерна», в якому він забив перший гол, реалізувавши пенальті. За три з половиною роки встиг відіграти за команду з Цюриха 90 матчів в національному чемпіонаті, забивши 26 голів. У сезоні 2013/14 допоміг клубу виграти Кубок Швейцарії.
У січні 2016 року Гавранович перейшов у хорватськиу «Рієку». Контракт був підписаний на два з половиною роки. У сезоні 2016/17 Гавранович виграв з клубом «золотий дубль» — чемпіонат і Кубок Хорватії.
5 січня 2018 року Гавранович став гравцем загребського «Динамо». І в цьому ж сезоні вдруге поспіль став з командою володарем «золотого дубля». Станом на 9 червня 2018 року відіграв за «динамівців» 15 матчів в національному чемпіонаті.

## Виступи за збірні
2005 року дебютував у складі юнацької збірної Швейцарії, взяв участь у 11 іграх на юнацькому рівні, відзначившись 8 забитими голами.
Протягом 2008—2011 років залучався до складу молодіжної збірної Швейцарії. На молодіжному рівні зіграв у 21 офіційному матчі, забив 3 голи. Срібний призер молодіжного Євро-2011.
26 березня 2011 року дебютував в офіційних іграх у складі національної збірної Швейцарії у матчі проти збірної Болгарії у рамках відбіркового раунду чемпіонату Європи 2012 року. 15 серпня 2012 року Маріо забив свій перший і другий гол за національну команду, зробивши дубль у товариському матчі проти збірної Хорватії, який закінчився перемогою швейцарців з рахунком 4:2.
2014 року був включений до заявки збірної на тогорічний чемпіонат світу у Бразилії. На турнірі не зіграв жодного матчу на груповому етапі, а 29 червня він зазнав серйозної травми коліна в тренуванні, через що пропустив і програний матч 1/8 фіналу проти аргентинців і повернувся до гри у клубі лише початку 2015 року.
Не потрапивши у заявку на Євро-2016, Гавранович поїхав з командою на другий поспіль чемпіонат світу 2018 року у Росії.
| Дата       | Місто           | Господарі      | Результат             | Гості       | Турнір                               | Голи | Примітки   |
| ---------- | --------------- | -------------- | --------------------- | ----------- | ------------------------------------ | ---- | ---------- |
| 26-3-2011  | Софія           | Болгарія       | 0 – 0                 | Швейцарія   | Відбір до ЧЄ 2012                    | -    | 77'        |
| 10-8-2011  | Вадуц           | Ліхтенштейн    | 1 – 2                 | Швейцарія   | товариський матч                     | -    | 63'        |
| 15-8-2012  | Спліт           | Хорватія       | 2 – 4                 | Швейцарія   | товариський матч                     | 2    | 46'        |
| 12-10-2012 | Берн            | Швейцарія      | 1 – 1                 | Норвегія    | Відбір до ЧС 2014                    | 1    | 71'        |
| 16-10-2012 | Рейк'явік       | Ісландія       | 0 – 2                 | Швейцарія   | Відбір до ЧС 2014                    | 1    | 83'        |
| 6-2-2013   | Пірей           | Греція         | 0 – 0                 | Швейцарія   | товариський матч                     | -    | 68'        |
| 8-6-2013   | Женева          | Швейцарія      | 1 – 0                 | Кіпр        | Відбір до ЧС 2014                    | -    |            |
| 14-8-2013  | Базель          | Швейцарія      | 1 – 0                 | Бразилія    | товариський матч                     | -    | 75'        |
| 15-11-2013 | Сеул            | Південна Корея | 2 – 1                 | Швейцарія   | товариський матч                     | -    | 73'        |
| 5-3-2014   | Санкт-Галлен    | Швейцарія      | 2 – 2                 | Хорватія    | товариський матч                     | -    | 79'        |
| 3-6-2014   | Люцерн          | Швейцарія      | 2 – 0                 | Перу        | товариський матч                     | -    |            |
| 23-3-2018  | Афіни           | Греція         | 0 – 1                 | Швейцарія   | товариський матч                     | -    | 61'        |
| 27-3-2018  | Базель          | Швейцарія      | 6 – 0                 | Панама      | товариський матч                     | -    | 58'        |
| 8-6-2018   | Лугано          | Швейцарія      | 2 – 0                 | Японія      | товариський матч                     | -    | 64'        |
| 22-6-2018  | Калінінград     | Сербія         | 1 – 2                 | Швейцарія   | ЧС 2018 - 1-й етап                   | -    | 46'        |
| 27-6-2018  | Нижній Новгород | Швейцарія      | 2 – 2                 | Коста-Рика  | ЧС 2018 - 1-й етап                   | -    | 69'        |
| 11-9-2018  | Лестер          | Англія         | 1 – 0                 | Швейцарія   | товариський матч                     | -    | 66'        |
| 12-10-2018 | Брюссель        | Бельгія        | 2 – 1                 | Швейцарія   | Ліга націй УЄФА 2018-2019 - 1-й етап | 1    | 69'        |
| 15-10-2018 | Рейк'явік       | Ісландія       | 1 – 2                 | Швейцарія   | Ліга націй УЄФА 2018-2019 - 1-й етап | -    | 69'        |
| 14-11-2018 | Лугано          | Швейцарія      | 0 – 1                 | Катар       | товариський матч                     | -    | 46'        |
| 23-3-2019  | Тбілісі         | Грузія         | 0 – 2                 | Швейцарія   | Відбір до ЧЄ 2020                    | -    | 60'        |
| 8-9-2019   | Сьйон           | Швейцарія      | 4 – 0                 | Гібралтар   | Відбір до ЧЄ 2020                    | 1    | 55'        |
| 7-10-2020  | Санкт-Галлен    | Швейцарія      | 1 – 2                 | Хорватія    | товариський матч                     | 1    |            |
| 10-10-2020 | Мадрид          | Іспанія        | 1 – 0                 | Швейцарія   | Ліга націй УЄФА 2020-2021 - 1-й етап | -    | 86'        |
| 13-10-2020 | Кельн           | Німеччина      | 3 – 3                 | Швейцарія   | Ліга націй УЄФА 2020-2021 - 1-й етап | 2    | 50' 75'    |
| 11-11-2020 | Геверле         | Бельгія        | 2 – 1                 | Швейцарія   | товариський матч                     | -    | 63'        |
| 25-3-2021  | Софія           | Болгарія       | 1 – 3                 | Швейцарія   | Відбір до ЧС 2022                    | -    | 86'        |
| 28-3-2021  | Санкт-Галлен    | Швейцарія      | 1 – 0                 | Литва       | Відбір до ЧС 2022                    | -    | 65'        |
| 31-3-2021  | Санкт-Галлен    | Швейцарія      | 3 – 2                 | Фінляндія   | товариський матч                     | 1    | 67'        |
| 3-6-2021   | Санкт-Галлен    | Швейцарія      | 7 – 0                 | Ліхтенштейн | товариський матч                     | 3    |            |
| 12-6-2021  | Баку            | Уельс          | 1 – 1                 | Швейцарія   | ЧЄ 2020 - 1-й етап                   | -    | 84'        |
| 16-6-2021  | Рим             | Італія         | 3 – 0                 | Швейцарія   | ЧЄ 2020 - 1-й етап                   | -    | 46' 49'    |
| 20-6-2021  | Баку            | Швейцарія      | 3 – 1                 | Туреччина   | ЧЄ 2020 - 1-й етап                   | -    | 75'        |
| 28-6-2021  | Бухарест        | Франція        | 3 – 3 д.ч. (4-5 п.п.) | Швейцарія   | ЧЄ 2020 - 1/8 фіналу                 | 1    | 73'        |
| 2-7-2021   | Санкт-Петербург | Швейцарія      | 1 – 1 д.ч. (1-3 п.п.) | Іспанія     | ЧЄ 2020 - чвертьфінал                | -    | 82' 120+1' |
| 12-10-2021 | Вільнюс         | Литва          | 0 – 4                 | Швейцарія   | Відбір до ЧС 2022                    | 1    | 76'        |
| 15-11-2021 | Люцерн          | Швейцарія      | 4 – 0                 | Болгарія    | Відбір до ЧС 2022                    | -    | 68'        |
| Усього     |                 | Матчів         | 37                    |             | Голів                                | 15   |            |

## Титули і досягнення
- Володар Кубка Німеччини (1):

«Шальке 04»: 2010-11
- Володар Суперкубка Німеччини (1):

«Шальке 04»: 2011
- Володар Кубка Швейцарії (1):

«Цюрих»: 2013-14
- Чемпіон Хорватії (5):

«Рієка»: 2016-17
«Динамо»: 2017-18, 2018-19, 2019-20, 2020-21
- Володар Кубка Хорватії (3):

«Рієка»: 2016-17
«Динамо»: 2017-18, 2020-21
- Володар Суперкубка Хорватії (1):

«Динамо»: 2019